# NGC 3345
NGC 3345 — двойная звезда в созвездии Льва.
Иногда ошибочно считается, что на этот объект впервые обратил внимание Уильям Гершель в 1784 году. В его собственном каталоге была запись I 26, которую ошибочно сопоставляют с этой двойной звездой, однако в действительности эта запись соответствует наблюдению галактики M 95. Джон Гершель в 1830 году искал на небе объекты из каталога Гершеля-старшего, и, во время поиска I 26, откуда и возникла ошибка в идентификации, обнаружил эту двойную звезду и внёс в каталог.
Этот объект входит в число перечисленных в оригинальной редакции «Нового общего каталога».